# Нойрід
Нойрід (нім. Neuried) — громада в Німеччині, знаходиться в землі Баден-Вюртемберг. Підпорядковується адміністративному округу Фрайбург. Входить до складу району Ортенау.
Площа — 57,85 км2. Населення становить 9794 ос. (станом на 31 грудня 2020).